# Diego Vidal
Diego Vidal (Tumaco, Colombia, 10 de marzo de 1994) es un futbolista colombiano. Juega en la posición de delantero.

## Clubes
| Club                | País                 | Año         |
| ------------------- | -------------------- | ----------- |
| Deportes Tolima     | Colombia             | 2012 - 2013 |
| Expresso Rojo       | Colombia             | 2014        |
| Tucanes de Amazonas | Venezuela            | 2016        |
| Margarita FC        | Venezuela            | 2017        |
| Club 6 de Febrero   | República Dominicana | 2017        |
| Chicó de Guayana    | Venezuela            | 2017 - 2018 |
| Boyacá Chicó        | Colombia             | 2019        |